# Gott soll allein mein Herze haben
Gott soll allein mein Herze haben (Gud allena mitt hjärta kan betvinga) är en kantat av kompositören och organisten Johann Sebastian Bach. I Wolfgang Schmieders verkförteckning har kantaten tilldelats nummer 169, således benämns den BWV 169. Textens är hämtad ur Matteusevangeliet 22:34-46.
Kantaten skrevs i Leipzig år 1726 och är avsedd för den Artonde söndagen efter trefaldighet. Liksom tre andra Bachkantater, Geist und Seele wird verwirret, Widerstehe doch der Sünde och Vergnügte Ruh, beliebte Seelenlust, är den i vokalt avseende skriven enkom för en altsolist med undantag för koralen där Bach också skriver för fyrstämmig kör.
Orkestreringen omfattar två oboer, en tenoroboe, violiner, altfiol, orgel och basso continuo. Kantaten består av sju satser:
1. Sinfonia - en helt instrumental sats med en framträdande orgelstämma baserad på en transkription av Bachs konsert för cembalo och stråkar i E-dur, BWV 1053.
2. "Gott soll allein mein Herze haben" - ett av continuo ackompanjerat arioso för altsolist.
3. "Gott soll allein mein Herze haben" - en av continuo ackompanjerad aria samt soloorgel.
4. "Was ist die Liebe Gottes" - ett av continuo ackompanjerat recitativ.
5. "Stirb in mir" - en av alla, utom oboerna, ackompanjerad aria.
6. "Doch meint es auch dabei" - ännu ett continuo-ackompanjerat recitativ.
7. "Du süße Liebe, schenk uns deine Gunst" - satsen vars text är hämtad från den tredje versen ur Martin Luthers koral "Nun bitten wir den Heiligen Geist" avslutas med kör och orkester.

Bach återanvände ofta, såsom hans samtid bjöd, äldre musikaliska fragment i nyare kompositioner vilket var fallet även med denna kantat. Den första och femte satsen tros ha sitt ursprung i en nu förlorad oboekonsert, troligtvis skriven under hans tid i Köthen (1717 - 1723). Samma konsert har även givit upphov till Bachs cembalokonsert, BWV 1053 (cirka 1739).